# Castillo de Dunluce

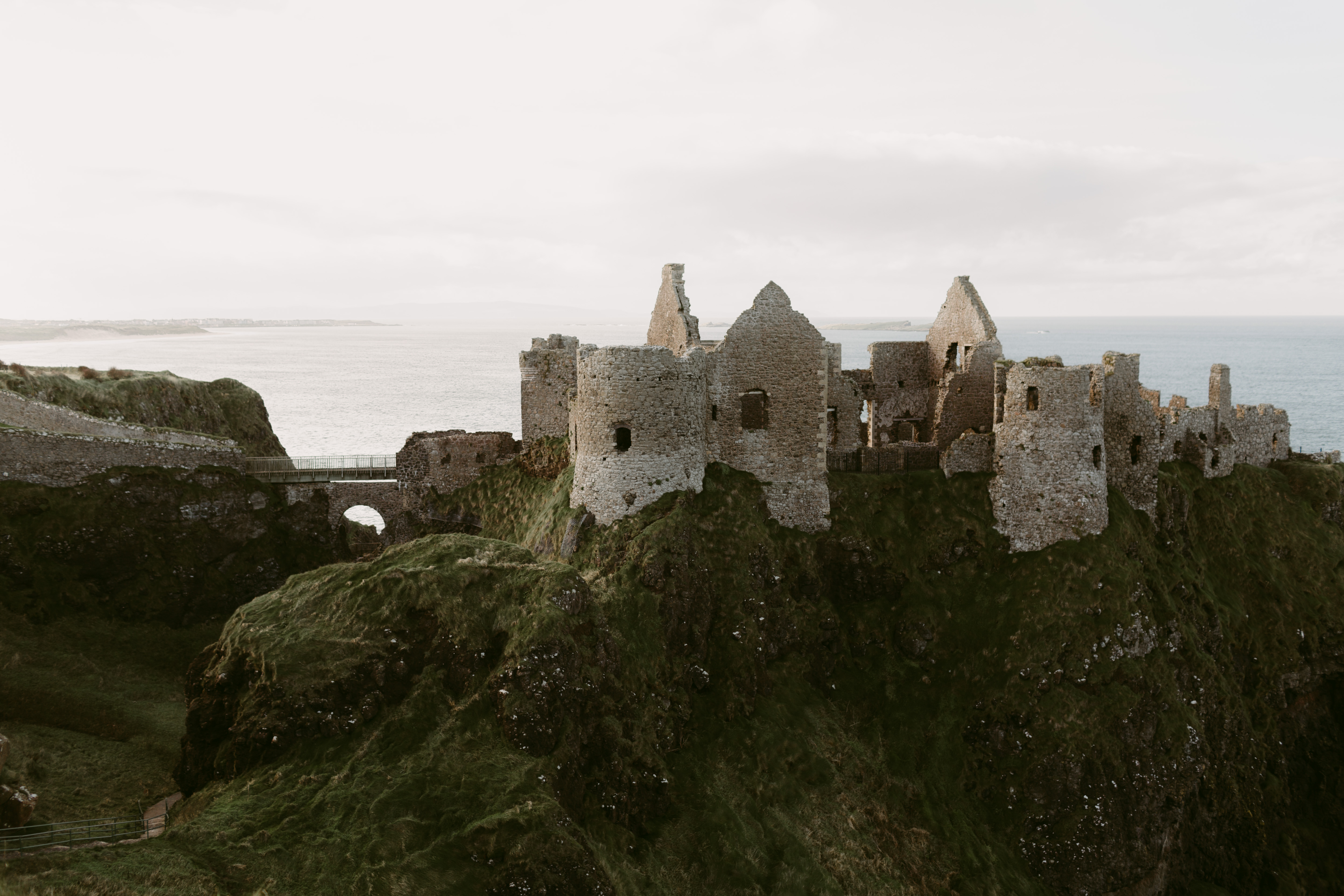
Castillo de Dunluce, 2018

Castillo de Dunluce (en irlandés: Dún Libhse) es un castillo medieval ahora en ruinas en Irlanda del Norte, Reino Unido. Se encuentra en el borde de un afloramiento de basalto en el condado de Antrim (entre Portballintrae y Portrush), y se puede acceder a él a través de un puente que lo conecta con el continente. El castillo está rodeado por caídas extremadamente empinadas a ambos lados, lo que puede haber sido un factor importante para los primeros cristianos y vikingos que se sintieron atraídos por este lugar donde una vez estuvo un antiguo fuerte irlandés.

## Estado protegido
El castillo de Dunluce está a cargo de la Agencia de Medio Ambiente de Irlanda del Norte. Es un monumento planificado ubicado en el townland de Dunluce, en el área del Ayuntamiento de Coleraine, en la referencia de cuadrícula: C9048 4137. Los movimientos de tierra, adyacentes al castillo de Dunluce, son un monumento histórico programado, en la referencia de cuadrícula: área de C905 412.

## Historia
En el siglo XIII, Richard Óg de Burgh, segundo conde de Úlster, construyó el primer castillo en Dunluce.
Se documenta por primera vez en manos de la familia McQuillan en 1513. Las primeras características del castillo son dos grandes torres de tambores de unos 9 metros (9,8 yd) de diámetro en el lado este, ambas reliquias de una fortaleza construida aquí por los McQuillans después de que se convirtieron en señores de la Ruta.
Los McQuillans fueron los Señores de la Ruta desde finales del siglo XIII hasta que fueron desplazados por los MacDonnell después de perder dos grandes batallas contra ellos a mediados y finales del siglo XVI.

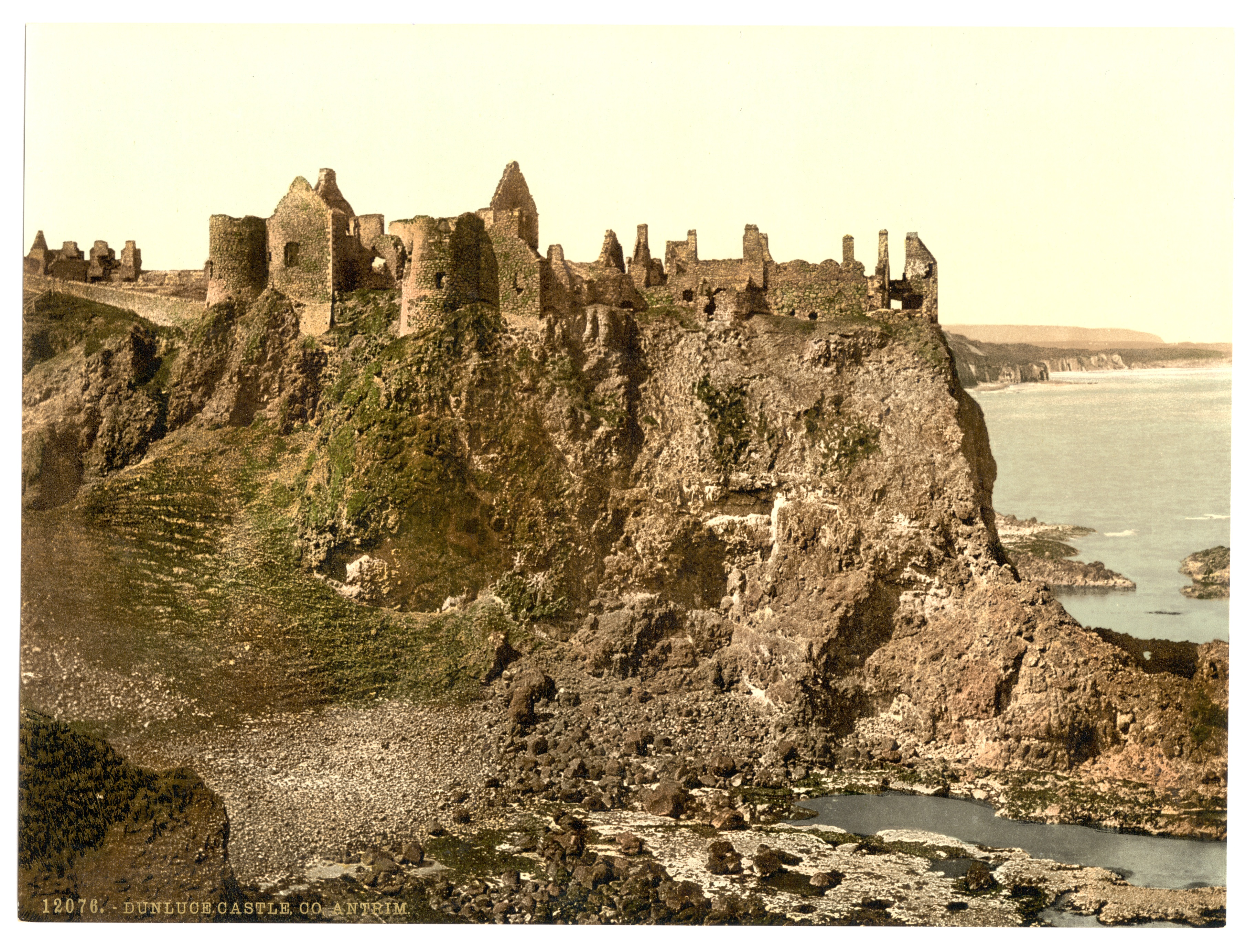
El castillo en la última década del siglo XIX

Más tarde, el Castillo de Dunluce se convirtió en el hogar del jefe del Clan MacDonnell de Antrim y del Clan MacDonald de Dunnyveg de Escocia. El Jefe John Mor MacDonald era el segundo hijo del Buen Juan de Islay, Señor de las Islas, sexto jefe del Clan Donald en Escocia. John Mor MacDonald l nació del segundo matrimonio de John of Islay con la princesa Margaret Stewart, hija del rey Robert II de Escocia. En 1584, a la muerte de James MacDonald, el sexto jefe del Clan MacDonald de Antrim y Dunnyveg, los Antrim Glens fueron capturados por Sorley Boy MacDonnell, uno de sus hermanos menores. Sorley Boy tomó el castillo, guardándolo para él y mejorándolo al estilo escocés. Sorley Boy juró lealtad a la reina Isabel I y su hijo Randal fue nombrado primer conde de Antrim por el rey James I.
Cuatro años más tarde, el Girona, una galera de la Armada Española, naufragó en una tormenta en las rocas cercanas. Los cañones del barco se instalaron en las puertas de entrada y el resto de la carga se vendió, los fondos se utilizaron para restaurar el castillo. La nieta de MacDonnell, Rose, nació en el castillo en 1613.
Una leyenda local dice que en un momento, parte de la cocina junto al acantilado se derrumbó en el mar, después de lo cual la esposa del propietario se negó a vivir en el castillo por más tiempo. Según una leyenda, cuando la cocina se cayó al mar, solo sobrevivió un cocinero, que estaba sentado en un rincón de la cocina que no se derrumbó. Sin embargo, la cocina sigue intacta y al lado de la casa solariega. Todavía se puede ver el horno, la chimenea y las formas de entrada. No fue hasta algún momento del siglo XVIII que la pared norte del edificio de la residencia se derrumbó en el mar. Los muros este, oeste y sur siguen en pie.
El castillo de Dunluce sirvió como sede del conde de Antrim hasta el empobrecimiento de los MacDonnells en 1690, tras la batalla del Boyne. Desde entonces, el castillo se ha deteriorado y algunas partes fueron recogidas para servir como materiales para los edificios cercanos.

### Ciudad de Dunluce
En 2011, importantes excavaciones arqueológicas encontraron restos significativos de la "ciudad perdida de Dunluce", que fue arrasada en el levantamiento irlandés de 1641.
Situada junto al castillo de Dunluce, la ciudad fue construida alrededor de 1608 por Randall MacDonnell, el primer conde de Antrim, y es anterior a la colonización de Úlster. Es posible que contenga las viviendas más revolucionarias de Europa cuando se construyó a principios del siglo XVII, incluidos los inodoros interiores que solo habían comenzado a introducirse en Europa en ese momento, y una compleja red de calles basada en un sistema de cuadrícula. Aún queda por descubrir el 95% de la ciudad.